# إعلام سوريا
يتكوّن الإعلام السوري أساسا من التلفزيون والإذاعة والإنترنت والسينما والطباعة. اللغة الرسمية في سوريا هي اللغة العربية ولكن بعض المنشورات والقنوات تبث بالعربية جنبا إلى جنب مع الإنجليزية والفرنسية. ففي حين كان التلفزيون الوسيلة الأكثر شعبية في سوريا؛ أصبحت شبكة الإنترنت تُستخدم على نطاق واسع من أجل نشر المحتوى. تسعى الحكومة إلى السيطرة على كل وسائل الإعلام من خلال تقييد التغطية من مصادر خارجية والدفع بالاعتماد على مصادرها لا غير. تحتلُّ سوريا مرتبة سيئة للغاية باعتبارها واحدة من أكثر الأماكن خطورة في العالم بالنسبة للصحفيين. هذا وتجدر الإشارة إلى أن 28 صحفياً قد قُتل في عام 2012 وحده.

## وسائل الإعلام
يسعى النظام السوري إلى تحسين صورته المشوهة من خلال إنشاء جرائد ووكالات أنباء تابعة له مثل ما فعل رامي مخلوف ابن عم الرئيس الأسد عندما أّسّس يومية الوطن التي نمت بشكل مطرد. هناك أيضا مجلتي الاقتصادية ومجلة إلى الأمام التابعتان لرجل الأعمال عبدالسلام هيكل الصديق المُقرب من الأسد. قام ماجد سليمان ابن مسؤول كبير سابق في المخابرات هو الآخر بتأسيس يومية سياسية تحت اسم بلدنا ويدعم فيها بشكل واضح النظام السوري. قام حسن توركماني ابن وزير الدفاع السابق بتأسيس مجلة أبيض وأسود.

## التلفزيون
تُسيطر الهيئة العامة للإذاعة والتلفزيون في سوريا على معظم القنوات السورية. تأّسّست هذه الهيئة عام 1960 وتتخد من العاصمة دمشق مقرا لها. تُقدم الهيئة مجموعة من البرامج المتنوعة باللغات العربية، الفرنسية والإنجليزية كما تحظى بشعبية كبيرة في الداخل السوري.

### القنوات الفضائية
- قناة الدنيا الفضائية
- قناة الرأي
- قناة شام الفضائية
- المؤسسة العامة للإذاعة والتلفزيون
- قناة مسايا
- قناة نور الشام
- قناة سما الفضائية
- سبيستون
- القناة الفضائية السورية
- قناة سورية دراما
- الفضائية التربوية السورية
- القناة الطبية السورية الفضائية
- الإخبارية السورية
- قناة تلاقي

### القنوات الأرضية
- القناة الأولى (تُركز في معظم برامجها على اللغة العربية)
- القناة الثانية (تُركز في برامجها على الرياضة، الأسرة والصحة بالإضافة إلى المتغيرات الإقليمية)

### الصحف
- صحيفة البعث
- صحيفة الثورة
- صحيفة تشرين
- سوريا تايمز
- صحيفة الوطن
- الاقتصادية
- عنب بلدي

### الأفلام
ِتُدير الدولة مجال صناعة السينما من خلال وزارة الثقافة التي تسيطر على الإنتاج مُعتمدة في ذلك على المنظمة الوطنية للسينما. تعتمد صناعة الأفلام في سوريا إلى حد كبير على الدعاية مع التركيز على نجاحات سوريا في مجالات الزراعة والصحة والنقل والبنية التحتية.

### راديو
هناك أكثر من 4 ملايين جهاز راديو في سوريا. تميل معظم قنوات الراديو إلى بث الموسيقى، الإعلانات والقصص المتعلقة بالثقافة.
بشكل عام؛ هناك 4 قنوات رايدو مشهورة في سوريا وهما:
- راديو نسائم
- صوت سوريا العربية
- راديو الجمهورية العربية السورية
- راديو فرح

### الإنترنت
إن توفير خدمات الاستضافة في سوريا يُمثل انتهاكا لعقوبات الولايات المتحدة، لكن وبالرغم من ذلك فهناك بعض الجهات السورية الرسمية/المواقع الحكومية:
- الوكالة العربية السورية للأنباء (سانا)
- موقع وزارة الشؤون الدينية
- موقع الهيئة العامة للتنمية
- موقع حكومة حماة المدينة

هناك أيضا وكالات الأنباء والصحف الرقمية التي تنشط داخل سوريا أو تلك التي تأسّست إبان الحرب الأهلية السورية؛ وفيما يلي قائمة بعض المواقع:
- المصدر نيوز: وكالة أخبار مستقلة نوعاً ما، تُظهر أحيانا بعض التعاطف مع النظام السوري وفي أحيان أخرى تنتقده.[6][7]
- صحيفة الوطن: لدى الجريدة نسخة على النت وتتخد من دمشق مقرا لها. جاءت في المرتبة 33 عام 2010 ضمن قائمة أكثر المواقع زيارة في منطقة الشرق الأوسط وشمال أفريقيا.[8]
- وكالة أعماق الإخبارية: هي وكالة الأنباء الرسمية الناطقة باسم تنظيم الدولة الإسلامية (داعش).
- الأخبار المضبوطة (بالكردية: Ajansa Nûçeyan a Firatê): هي وكالة أخبار يقع مقرها الرسمي في هولندا.[9]
- أرى نيوز: خدمة أخبار تركز على آثار الحرب في سوريا والعراق.[10]
- وكالة أنباء هاوار: هي خدمة إخبارية «كردية» تُبث من الحسكة في سوريا وتُركز في أخبارها على قوات سوريا الديمقراطية.[11][12]
- إي كرد.نيت: صحيفة رقمية تابعة للأكراد، تُبث منذ كانون الثاني/يناير 2015 من نيويورك.[13]
- أخبار الآن: نيوز موقع تركز في أخبارها على الشرق الأوسط مع قسم خاص على تطور الوضع في سوريا.
- أورينت نيوز: صحيفة رقمية ناطقة باللغتين العربية والإنجليزية وتعنى بالشأن السوري.
- رومية: مجلة إلكترونية تعمل على للدعاية والتجنيد من أجل داعش.[14]
- سوريا مباشر: مكتب أخبار يَبث باللغتين العربية والإنجليزية ويُحاول تغطية الحرب في سوريا بالإضافة إلى أمور السياسة.
- أخبار سوريا: وكالة أنباء على النت تهتم بأخبار سوريا.[15][16]

## وسائل إعلام الثوار
عقب اندلاع الثورة السورية عام 2011؛ شددت الحكومة على وسائل الإعلام المعارضَة فظهرت بدل ذلك وسائل إعلام دول أخرى مثل محطات راديو وتلفزيون قطر وبالخصوص قناة الجزيرة التي أصبحت تحظى بشعبية كبيرة جدا داخل سوريا.
في آب/أغسطس 2012 تم استهداف مركز الوسائط المستخدمة من قبل الصحفيين الأجانب في أعزاز بغارة جوية نفذها سلاح الجو السوري خلال شهر رمضان. ظهرت أيضا بعض المحطات الفضائية التي تبث من خارج سوريا من خلال الاعتماد على شبكات الأقمار الصناعية يوتلسات ونايل سات التي حاولت الحكومة الضغط عليه من أجل منع بث فضائيات مُعارضة لكنها فشلت في ذلك.

### الإنترنت ووسائل الإعلام الاجتماعية
مع انهيار العديد من وسائل الإعلام التقليدية أثناء الحرب الأهلية؛ توّجه معظم الصحفيين وكاتبي مقالات الرأي إلى موقعي فيسبوك وتويتر لإيصال صوتهم بيد أن الاعتماد على مثل هذه التقارير التي لا يُمكن التحقق منه يُضر بمصداقية وكالات الأنباء. ظهرت العديد من المواقع المعارضة كبديل عن نظام وسائل الإعلام لكنها لم تحظى بالشهرة الكافية وهذا الأمر استفادات منه الحكومة بشكل كبير.
- صفحة الثورة السورية: هي صفحة يديرها نشطاء المعارضة في كفر نبل ويُعرف عنها معارضتها للنظام.[19][20]
- الرقة تذبح بصمت: هي حملة إلكترونية انطلقت من مدينة الرقة بهدف فضح انتهاكات حقوق الإنسان والمجازر التي يرتكبها تنظيم الدولة الإسلامية (داعش).

## تدابير باهضة ضد وسائل الإعلام

### قانون حالة الطوارئ
يضمن دستور الجمهورية العربية السورية الحق في حرية الصحافة والحق في حرية التعبير؛ لكن وبالرغم من ذلك فقد دخلت دولة سوريا في قانون حالة الطوارئ منذ تقلّد حزب البعث العربي الاشتراكي السلطة في عام 1964 وحتى عام 2011. نصّت الحكومة السورية على تقديم طلب للحصول على ترخيص من وزارة الإعلام في حالة الرغبة في إنشاء هيئة مستقلة أو دورية حتى دار لنشر الكتب وبهذا ضمنت الحكومة وقبلها الوزارة عدم نشر أو تسرب أي شيء قد يُضر بالنظام. في عام 2011 تم رفع حالة الطوارئ، لكن حالة الصحافة والإعلام في سوريا قد تدهورت أكثر فأكثر في ظل الثورة السورية وفي ظل الحروب الدامية التي خاضها النظام بقيادة الأسد أمام باقي الجماعات المُسلحة والسلمية. شدّدت سوريا الخناق على كل المنظمات الصحفية والحقوقية بل منعتهم من نقل ما يجري على الأرض كما طردت مراسلي كل من لجنة حماية الصحفيين، ومنظمة مراسلون بلا حدود التي وضعت سوريا في المركز الرابع ضمن قائمة أكثر البلدان قمعية في العالم.

### الرقابة على الإنترنت
يستخدم أزيد من 5 ملايين سوري خدمة الإنترنت داخل سوريا. بالرغم من ذلك فسجل النظام أو الحكومة في هذا المجال لا يُبشر بالخير حسب منظمة مراسلون بلا حدود التي وضعت الدولة في قائمة «الدول الأعداء للنت» وذلك بسبب المستويات العالية من الرقابة التي تفرضها الحكومة. يتم التحكم بما يدور في النت في دولة سوريا من خلال الجمعية العلمية السورية للمعلوماتية والمؤسسة السورية للاتصالات. بشكل عام؛ تُراقب الحكومة النشاط على النت بعدة طرق ووسائل بما في ذلك قرصنة رسائل البريد الإلكتروني واختراق حسابات الشبكات الاجتماعية بالإضافة إلى تقنية الخداع. في الوقت نفسه؛ تعمل حكومة الأسد على الدعاية وتصدير المعلومات الكاذبة والخاطئة كما تُحاول في كل مرة تغيير الرأي العام. بمقتضى القانون؛ يتوجب على كل مقاهي الإنترنت تسجيل جميع التعليقات في غرف الدردشة على الإنترنت. حجبت الحكومة كل مواقع الويب في عام 2012 كما منعت الصحفيين والمدونين من الحضور والإبلاغ عن الأحداث من خلال اعتقالهم وتعذيبهم. لم يقتصر هذا الأمر على الصحفيين السوريين بل امتد إلى أعضاء في أسوشيتد برس ولرويترز وغيرهم الذين تم إرغامهم على مغادرة البلاد.

### حرية الصحافة
وضعت مراسلون بلا حدود غير الحكومية دولة سوريا في المرتبة 173 من أصل 178 دولة في العالم في مؤشر حرية الصحافة في تشرين الأول/أكتوبر 2010. أكّد تقرير لنفس المنظمة صدر عام 2013 أن النظام السوري قام باغتيال 21 صحيفا -عمداً وبدون عمد- كما قام باختطاف 5 صحفيين آخرين واحتجزهم كرهائن في حين استهدف مقر وسيلة إعلام ثم سجن 18 شخصا من النشطاء الحقوقيين على الإنترنت.